# Grazhdanik
Grazhdanik (albanisch auch Grazhdaniku, serbisch Гражданик Graždanik) ist eine Ortschaft im Südwesten Kosovos und gehört zur Gemeinde Prizren.

## Geographie
Das im Südwesten Kosovos gelegene Grazhdanik befindet sich rund zehn Kilometer östlich der Grenze zu Albanien und rund drei Kilometer westlich von Prizren. Benachbarte Ortschaften sind nördlich Nashec, südlich Vlashnja und Muradem. Die Nationalstraße M-25 und die Autostrada R 7 verlaufen etwas südlich der Ortschaft.

### Klima
In Grazhdanik herrscht gemäßigtes kontinentales Klima mit einer Jahresdurchschnittstemperatur von 12,2 °C und einer Jahresniederschlagssumme von knapp 900 mm vor. Im Juli liegt die Durchschnittstemperatur bei 22 °C, im Januar bei 1 °C.
|                        | Jan  | Feb  | Mär  | Apr  | Mai  | Jun  | Jul  | Aug  | Sep  | Okt  | Nov  | Dez  |   |     |
| Mittl. Temperatur (°C) | 0,6  | 3,3  | 7,5  | 11,7 | 16,5 | 20,1 | 22,3 | 22   | 18,4 | 12,8 | 6,7  | 2,2  | ⌀ | 12  |
| Mittl. Tagesmax. (°C)  | 3,7  | 6,8  | 12,2 | 16,9 | 22,4 | 26,1 | 28,6 | 28,6 | 24,7 | 17,8 | 10,1 | 5,1  | ⌀ | 17  |
| Mittl. Tagesmin. (°C)  | −2,4 | −0,2 | 2,8  | 6,6  | 10,7 | 14,2 | 16   | 15,5 | 12,2 | 7,8  | 3,3  | −0,6 | ⌀ | 7,2 |
|                        |      |      |      |      |      |      |      |      |      |      |      |      |   |     |
| Niederschlag (mm)      | 80   | 71   | 70   | 73   | 80   | 54   | 49   | 47   | 67   | 84   | 105  | 95   | Σ | 875 |

| −2,4 |

| −0,2 |

| 2,8 |

| 6,6 |

| 10,7 |

| 14,2 |

| 16 |

| 15,5 |

| 12,2 |

| 7,8 |

| 3,3 |

| −0,6 |

| −2,4 |

| −0,2 |

| 2,8 |

| 6,6 |

| 10,7 |

| 14,2 |

| 16 |

| 15,5 |

| 12,2 |

| 7,8 |

| 3,3 |

| −0,6 |

## Geschichte
Nach der Eroberung Kosovos durch das Königreich Serbien während des Ersten Balkankrieges 1912 richtete die serbische Regierung eine Militärverwaltung vor Ort ein, wobei Grazhdanik Teil der neu geschaffenen Gemeinde Vlašnja (heute Vlashnja) wurde.
Bei einer 1919 durchgeführten Volkszählung wurden im Dorf Graždanik 18 Häuser mit 180 Einwohnern erfasst, welche allesamt katholische Albaner waren.

## Bevölkerung
| Volkszählung | 1919 | 1948 | 1953 | 1961 | 1971 | 1981 | 1991 | 2011 |
| ------------ | ---- | ---- | ---- | ---- | ---- | ---- | ---- | ---- |
| Einwohner    | 180  | 134  | 135  | 135  | 234  | 345  | 442  | 884  |

Die Volkszählung aus dem Jahr 2011 ergab, dass in Grazhdanik 884 Menschen wohnten. Von ihnen waren 879 (99,43 %) Albaner, zwei Roma und drei Kosovo-Ägypter.

### Religion
725 Personen bezeichneten sich als Muslime und 159 als Katholiken.